# Награды Франции
Награды Франции — совокупность государственных и ведомственных орденов, медалей, крестов, знаков отличия, премий Французской республики.

## Ордена Франции
К 2018 году в Пятой республике существует 7 государственных и ведомственных орденов.
| Лента | Орден                             | Основан        |
| ----- | --------------------------------- | -------------- |
|       | Орден Почётного легиона           | 19 мая 1802    |
|       | Орден Освобождения                | 16 ноября 1940 |
|       | Национальный орден Заслуг         | 3 декабря 1963 |
|       | Орден Академических пальм         | 19 марта 1808  |
|       | Орден Сельскохозяйственных заслуг | 7 июля 1883    |
|       | Орден Морских заслуг              | 9 февраля 1930 |
|       | Орден Искусств и литературы       | 2 мая 1957     |

## Медали Франции
В таблице представлены основные французские медали (по старшинству). Более полную информацию смотрите в статье «Медали Франции».
| Лента | Медаль                                       | Основана        |
| ----- | -------------------------------------------- | --------------- |
|       | Военная медаль                               | 22 января 1852  |
|       | Медаль Национальной жандармерии              | 5 сентября 1949 |
|       | Медаль Сопротивления                         | 9 февраля 1943  |
|       | Медаль «За побег из плена»                   | 20 августа 1926 |
|       | Медаль Французской признательности           | 13 июля 1917    |
|       | Медаль Воздухоплавания                       | 14 февраля 1945 |
|       | Медаль Заморских территорий                  | 6 июня 1962     |
|       | Медаль Национальной обороны                  | 21 апреля 1982  |
|       | Медаль Добровольной военной службы           | 13 марта 1975   |
|       | Почётная медаль Армейской санитарной службы  | 30 августа 1962 |
|       | Почётная медаль Национальной полиции         | 22 апреля 1996  |
|       | Почётная медаль Пожарных                     | 16 февраля 1900 |
|       | Медаль Французской семьи                     | 26 мая 1920     |
|       | Французская памятная медаль                  | 9 октября 1995  |
|       | Медаль (знак отличия) Раненых (для военных)  | 11 декабря 1916 |
|       | Медаль (знак отличия) Раненых (для штатских) | 18 июля 1918    |

## Кресты Франции
| Лента | Крест                                              | Основан                       |
| ----- | -------------------------------------------------- | ----------------------------- |
|       | Военный крест 1914—1918                            | 2 апреля 1915                 |
|       | Военный крест 1939—1945                            | 26 сентября 1939              |
|       | Военный крест иностранных театров военных действий | 30 апреля 1921                |
|       | Крест Воинской доблести                            | 11 апреля 1956                |
|       | Крест Добровольцев 1914—1918                       | 4 июля 1935                   |
|       | Крест Добровольцев 1939—1945                       | 4 февраля 1953 8 августа 1981 |
|       | Крест Добровольцев Сопротивления                   | 15 апреля 1954                |
|       | Крест Бойца (Ветеранский крест)                    | 28 июня 1930                  |

## Премии Франции
Литературные премии
- Гонкуровская премия
- Премия Фемина

## Действующий список государственных наград Франции
Официальный список действующих наград Франции (в порядке взаимного старшинства) утверждается Великим канцлером ордена Почётного легиона. В настоящее время действует список, подписанный Великим канцлером генералом Жоржеленом 15 июля 2010 года (с последовавшими изменениями):
1. Орден Почётного легиона
2. Орден Освобождения
3. Военная медаль
4. Национальный орден Заслуг
5. Национальная медаль Признательности жертвам терроризма
6. Военный крест (1939—1945; ИТВД)
7. Крест Воинской доблести
8. Медаль Национальной жандармерии
9. Медаль «За военное ранение»
10. Медаль Сопротивления
11. Орден Академических пальм
12. Орден Сельскохозяйственных заслуг
13. Орден Морских заслуг
14. Орден Искусств и литературы
15. Медаль «За побег из плена»
16. Крест Добровольца (1939—1945; Сопротивления; Индокитая; Кореи; Северной Африки)
17. Медаль Воздухоплавания
18. Крест Бойца
19. Медаль Французской признательности
20. Медаль Заморских территорий (бывш. Колониальная медаль)
21. Медаль Национальной обороны
22. Медаль Добровольной военной службы
23. Почётные медали, подчинённые министерствам и ведомствам
24. Медаль Северной Африки и Медаль Национальной признательности
25. Памятные и другие медали